# Britannia Secunda
La Britannia Secunda era una delle province della Britannia romana nata tra la fine del III e gli inizi del IV secolo, forse a seguito delle riforme amministrative dell'imperatore Diocleziano dopo la sconfitta nel 296 dell'usurpatore Allecto ad opera di Costanzo Cloro.
I suoi governatori erano praeses di rango equestre. 
La sua collocazione è oggi ignota, ma secondo una possibile ricostruzione, occupava l'odierna Inghilterra settentrionale e forse anche il Galles del nord. In questo caso la sua capitale era probabilmente a Eboracum, l'odierna York.
Nel 369 fu creata una nuova provincia, la Valentia, forse da una porzione della Britannia Secunda.